# Myrtle Stedman
Pour les articles homonymes, voir Stedman et Lincoln.
Myrtle Lincoln, connue sous son nom d'épouse Myrtle Stedman (née le 3 mars 1883 à Chicago, dans l'Illinois et morte d'une crise cardiaque le 8 janvier 1938  à Los Angeles, en Californie) est une actrice américaine de cinéma de la période du cinéma muet.

## Biographie
Myrtle Lincoln épouse en 1900 l'acteur Marshall Stedman, dont elle eut un enfant Lincoln Stedman. Le couple divorce en 1919.

## Filmographie partielle

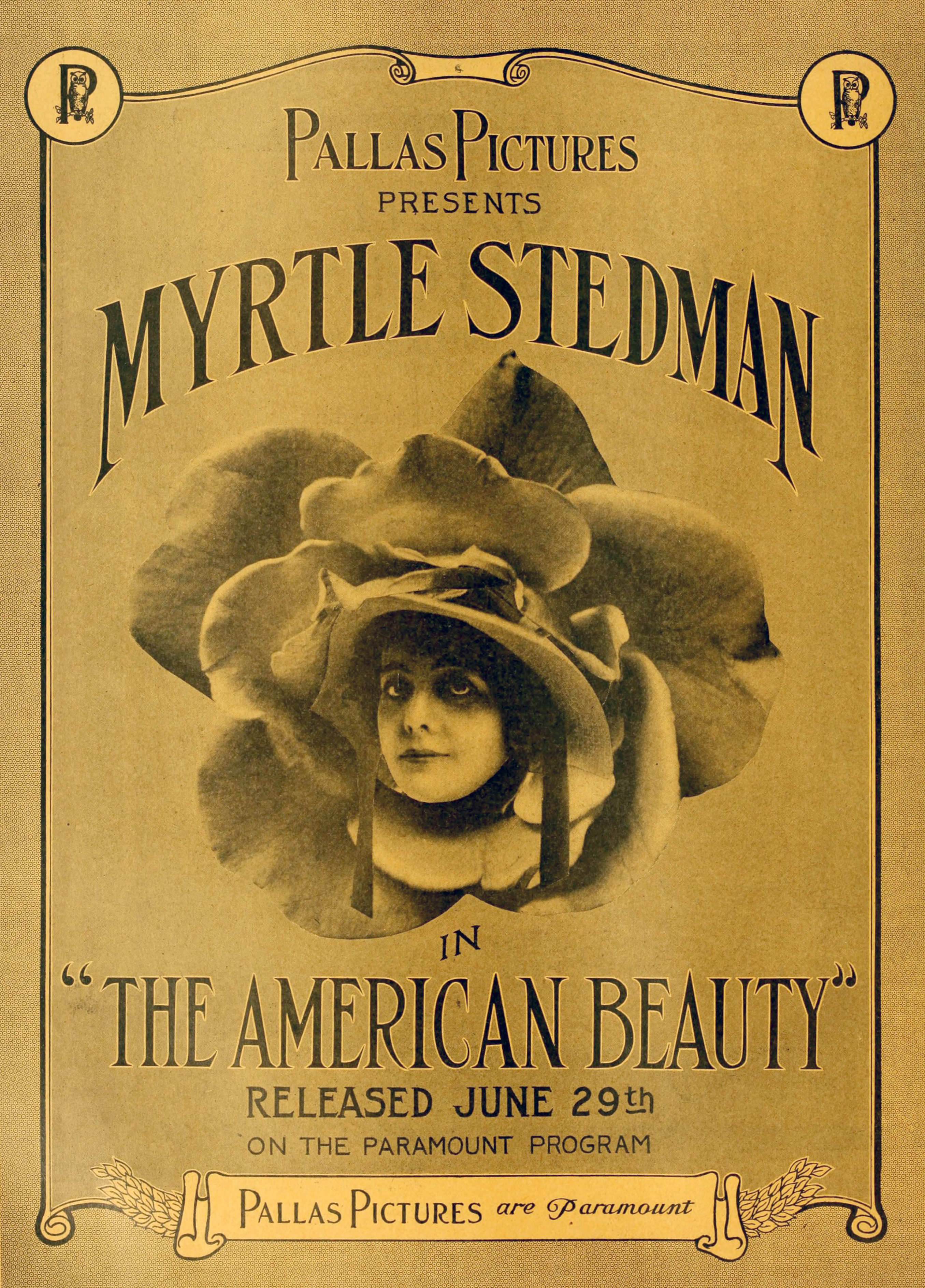
The American Beauty (1916)

### Comme actrice
- 1910 : The Range Riders
- 1911 : A New York Cowboy
- 1911 : A Fair Exchange
- 1911 : A Tennessee Love Story
- 1911 : The Two Orphans d'Otis Turner et Francis Boggs
- 1911 : Told in Colorado
- 1911 : Why the Sheriff is a Bachelor
- 1911 : Western Hearts
- 1911 : The Telltate Knife
- 1911 : A Romance of the Rio Grande
- 1911 : The Bully of Bingo Gulch
- 1912 : The Scapegoat
- 1912 : The Wayfarer
- 1912 : A Modern Ananias
- 1912 : Two Men and a Girl
- 1912 : A Cowboy's Best Girl
- 1912 : The Horseshoe
- 1912 : The Brotherhood of Man de Frank Beal
- 1912 : In Little Italy
- 1912 : His Chance to Make Good
- 1912 : Driftwood de Otis Thayer
- 1912 : The Double Cross
- 1912 : An Equine Hero
- 1913 : The Stolen Moccasins
- 1913 : Made a Coward
- 1914 : Good Resolutions de William Duncan
- 1914 : By Unseen Hand de William Duncan
- 1914 : The Country Mouse de Hobart Bosworth
- 1914 : Martin Eden de Hobart Bosworth
- 1915 : The Reform Candidate
- 1915 : Jane
- 1916 : The Call of the Cumberlands
- 1916 : The American Beauty
- 1919 : Les Dents du tigre (The Teeth of the Tiger) de Chester Withey
- 1920 : La Horde d'argent (The Silver Horde)
- 1920 : Le Séducteur (Harriet and the Piper) de Bertram Bracken
- 1921 : Les Roses noires (Black Roses) de Colin Campbell
- 1921 : Le Virtuose (The Concert)
- 1921 : L'Enfant du passé (Sowing the Wind) de John M. Stahl
- 1922 : Reckless Youth
- 1922 : Mamzelle sans nom (Nancy from Nowhere) de Chester M. Franklin
- 1923 : Sous la terre meurtrie (Six Days) de Charles Brabin
- 1923 : The Age of Desire
- 1923 : Flaming Youth de John Francis Dillon
- 1924 : Wine de Louis Gasnier
- 1924 : The Breath of Scandal de Louis Gasnier
- 1925 : Sally d'Alfred E. Green
- 1927 : No Place to Go de Mervyn LeRoy
- 1928 : The Jazz Age de Lynn Shores (en)
- 1928 : Sporting Goods de Malcolm St. Clair
- 1929 : Sin Sister de Charles Klein
- 1930 : Vingt-et-un ans de William A. Seiter
- 1930 : The Little Accident de William J. Craft
- 1930 : Lummox d'Herbert Brenon
- 1936 : En parade (Gold Diggers of 1937) de Lloyd Bacon

### Comme scénariste

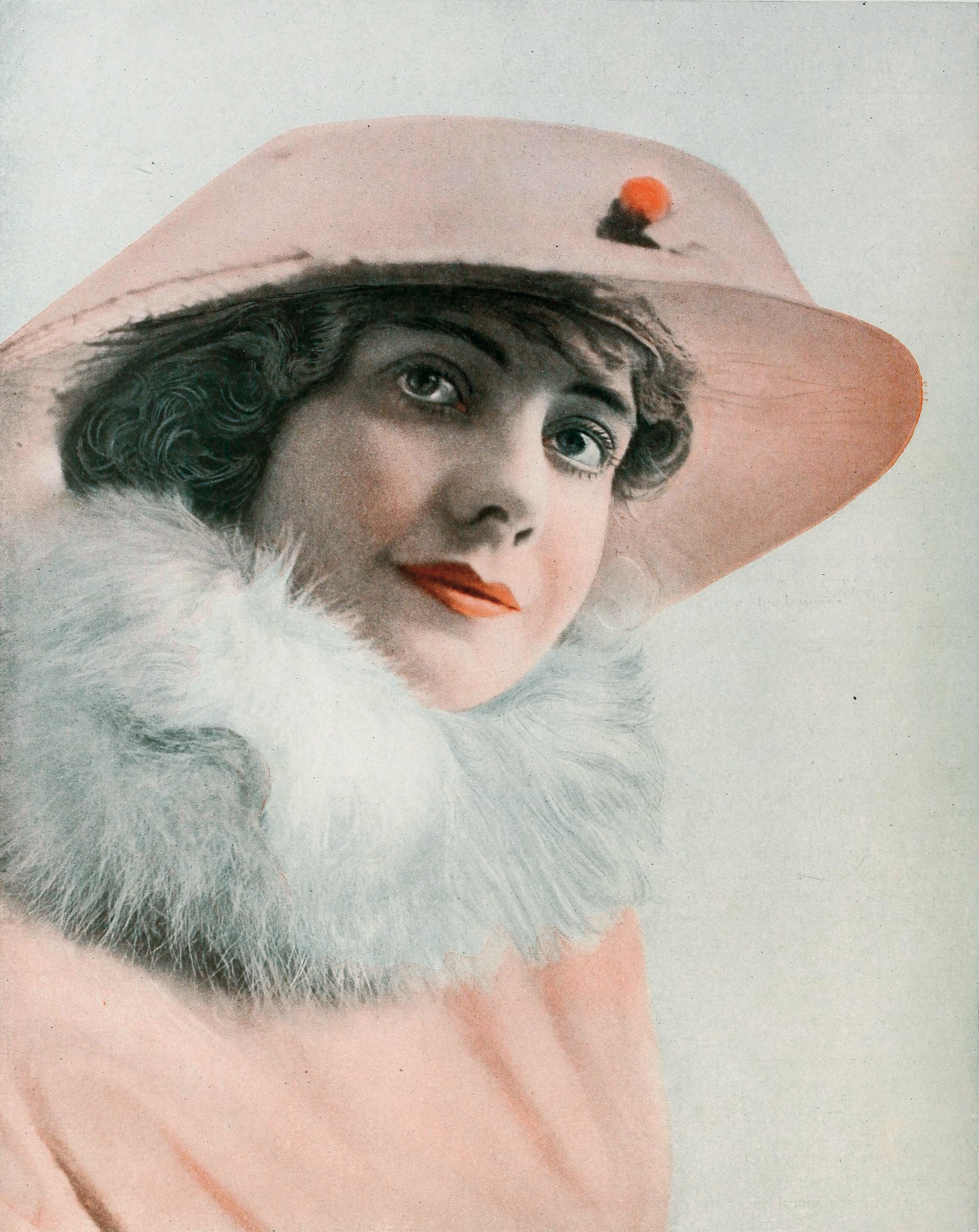
Myrtle Stedman (1916).

Deux scénarios furent tirés des histoires de Myrtle Stedman :
- 1917 : A Romany Rose
- 1917 : A Dream of Egypt